# 黑皮柿
黑皮柿（学名：Diospyros nigrocortex）为柿科柿属下的一个种。

## 扩展阅读
- 維基物種上的相關：黑皮柿